# Nahvioci (Republika Serbska)
Nahvioci (cyr. Нахвиоци) – wieś w Bośni i Hercegowinie, w Republice Serbskiej, w gminie Lopare. W 2013 roku liczyła 13 mieszkańców.